# Campeonato Rondoniense de Futebol Feminino de 2021
O Campeonato Rondoniense de Futebol Feminino de 2021 foi a 13ª edição deste campeonato de futebol feminino organizado pela Federação de Futebol do Estado de Rondônia (FFER), o torneio teve início em 10 de setembro e terminou em 12 de setembro. O campeonato foi disputado no Estádio Aglair Tonelli, em Cacoal, no interior do estado.
O Real Ariquemes foi o campeão da edição conquistando seu terceiro título do Rondoniense Feminino, o troféu veio após o time ariquemense derrotar o Barcelona-RO por 2–0 pela última rodada do campeonato.

## Regulamento
A competição será realizada em uma única fase, as três equipes serão divididas em apenas um grupo que se enfrentarão em turno único entre si, sendo que a melhor colocada será a campeã da competição e ganhará uma vaga na Série A3 de 2022, desde que não esteja em outras séries da competição nacional, caso isso aconteça a vaga será repassada ao vice-campeão.

### Critérios de desempate
O desempate entre duas ou mais equipes na primeira fase seguiu a ordem definida abaixo:
1. Número de vitórias
2. Saldo de gols
3. Gols marcados
4. Menor número de cartões vermelhos recebidos
5. Menor número de cartões amarelos recebidos
6. Sorteio

## Participantes
Inicialmente 5 equipes manifestaram o interesse de disputar o campeonato, mas o  Porto Velho e a União Cacoalense desistiram de participar da competição.
| Equipe         | Cidade          |
| -------------- | --------------- |
| Barcelona-RO   | Vilhena         |
| Espigão        | Espigão d'Oeste |
| Real Ariquemes | Ariquemes       |

## Tabela

#### Confrontos
|                | BAR  | ESP  | REA |
| -------------- | ---- | ---- | --- |
| Barcelona-RO   | —    | —    | 0–2 |
| Espigão        | 0–11 | —    | —   |
| Real Ariquemes | —    | 14–0 | —   |

|  |                     |  |        |  |                      |
|  | Vitória do Mandante |  | Empate |  | Vitória do Visitante |

#### Desempenho por rodada
Clubes que lideraram o campeonato ao final de cada rodada:
| Rodadas | Rodadas | Rodadas |
| ------- | ------- | ------- |
| 1       | 2       | 3       |
| REA     |         |         |

Clubes que ficaram na última posição do campeonato ao final de cada rodada:
| Rodadas | Rodadas | Rodadas |
| ------- | ------- | ------- |
| 1       | 2       | 3       |
| ESP     |         |         |

## Premiação
| Campeão do Campeonato Rondoniense de Futebol Feminino de 2021 |
| ------------------------------------------------------------- |
| Real Ariquemes Campeão (3° título)                            |